# Goleszów (Silésie)
Pour les articles homonymes, voir Goleszów.
Goleszów est un village de la voïvodie de Silésie et du powiat de Cieszyn. Il est le siège de la gmina de Goleszów et comptait 4 045 habitants en 2008.